# Стад Анрі Жоріс
«Анрі Жоріс», або «Стад Анрі Жоріс» (фр. Stade Henri-Jooris), раніше «Стад Віктор Буке» (фр. Stade Victor-Boucquey), — футбольний стадіон у місті Лілль, Франція. З 1907 року по 1944 рік був домашнім стадіоном для клубу «Олімпік Лілль», після утворення єдиної міської команди, до 1975 року — домашня арена клубу «Лілль». Був однією з арен чемпіонату світу з футболу 1938 року. У 1975 році закритий і знесений.

## Історія
Стадіон під назвою Стад де л'авеню де Дюнкерк (фр. Stade de l'avenue de Dunkerque), був урочисто відкритий 19 жовтня 1902 року і був головним стадіоном міста. Використовувався головним чином спортивним товариством «Олімпік Лілль», для проведення матчів з хокею на траві та футболу. В 1907 році стадіон закріплюється за футбольним клубом «Олімпік Лілль». До 1914 року стадіон перейменовується в Стад Вітор Буке, на честь одного з керівників товариства Олімпік, в 1914 році стадіон приймає перший матч збірної Франції з футболу за межами Парижа, проти збірної Бельгії.

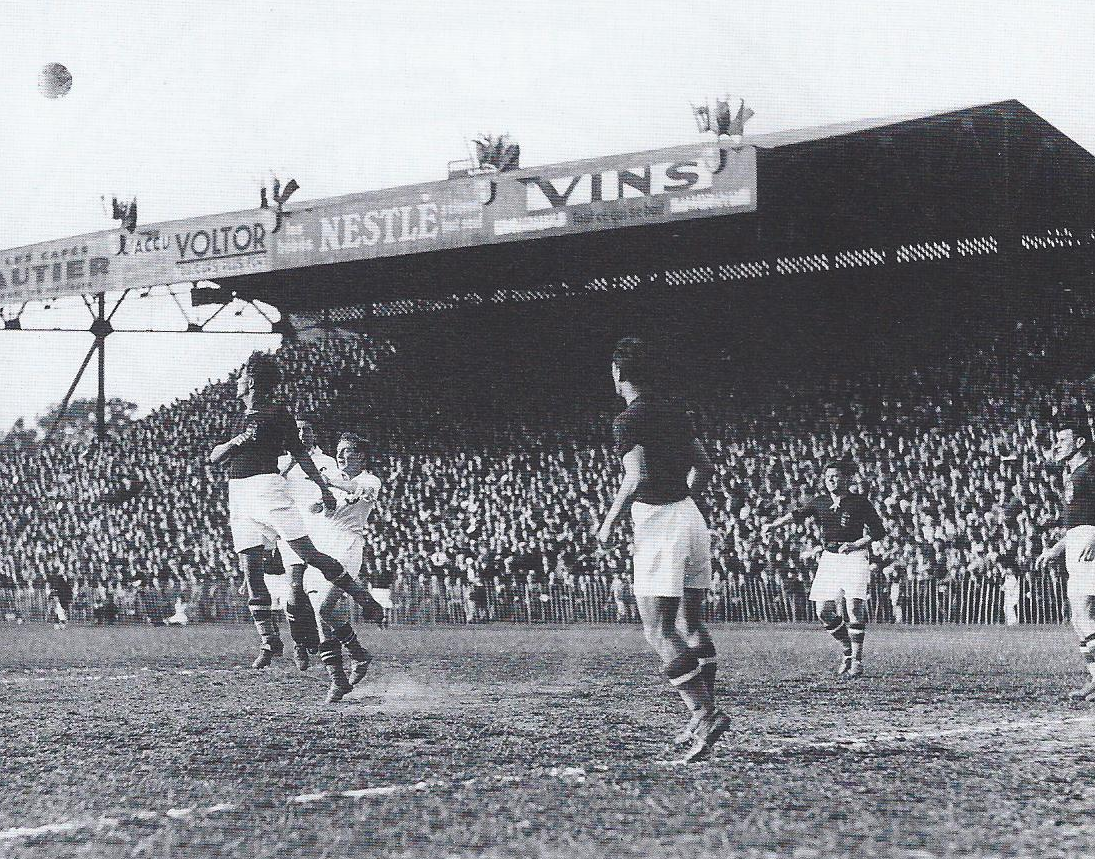
Матч чемпіонату світу 1938 року між збірними Угорщини та Швейцарії

12 червня 1938 року, в присутності 15 000 глядачів на стадіоні пройшла гра чемпіонату світу з футболу між збірними Угорщини та Швейцарії, яка завершилася з рахунком 2:0. У серпні 1943 року стадіон останній раз у своїй історії перейменовується в честь президента Олімпіка — Анрі Жоріса. У 1944 році влада Лілля приймає рішення про об'єднання двох міських команд в одну, так, в результаті об'єднання «Олімпіка Лілль»" і клубу «Фів» утворюється єдиний клуб «Лілль», який аж до 1975 року проводив домашні матчі на «Стад Анрі Жорис».
17 лютого 1946 року на принциповий матч між «Ліллем» і «Лансом» зібралось 18 000 глядачів, конструкція стадіону не витримала такий наплив глядачів і відбулось обвалення даху однієї з трибун стадіону, 53 людини госпіталізовано, але ніхто не помер. Після цього стадіон був закритий на реконструкцію, і відкритий через рік.
У 1975 році команда «Лілль» переїхала на новий «Стад Грімонпре-Жоріс» (фр. Stade Grimonprez-Jooris). У цьому ж році старий стадіон було зруновано, а на його місці почалось будівництво житлових будинків.

## Чемпіонат світу 1938 року
| Дата           | Час   | Збірна #1 | Рахунок | Збірна #2 | Раунд       | Глядачів |
| -------------- | ----- | --------- | ------- | --------- | ----------- | -------- |
| 12 червня 1938 | 17:00 | Швейцарія | 0–2     | Угорщина  | Чвертьфінал | 15,000   |